# SAT1
SAT1 (англ. Spermidine/spermine N1-acetyltransferase 1) – білок, який кодується однойменним геном, розташованим у людей на X-хромосомі. Довжина поліпептидного ланцюга білка становить 171 амінокислот, а молекулярна маса — 20 024.
| 10         |  | 20         |  | 30         |  | 40         |  | 50         |
| ---------- |  | ---------- |  | ---------- |  | ---------- |  | ---------- |
| MAKFVIRPAT |  | AADCSDILRL |  | IKELAKYEYM |  | EEQVILTEKD |  | LLEDGFGEHP |
| FYHCLVAEVP |  | KEHWTPEGHS |  | IVGFAMYYFT |  | YDPWIGKLLY |  | LEDFFVMSDY |
| RGFGIGSEIL |  | KNLSQVAMRC |  | RCSSMHFLVA |  | EWNEPSINFY |  | KRRGASDLSS |
| EEGWRLFKID |  | KEYLLKMATE |  | E          |  |            |  |            |

A: Аланін

C: Цистеїн

D: Аспарагінова кислота

E: Глутамінова кислота

F: Фенілаланін

G: Гліцин

H: Гістидин

I: Ізолейцин

K: Лізин

L: Лейцин

M: Метіонін

N: Аспарагін

P: Пролін

Q: Глутамін

R: Аргінін

S: Серин

T: Треонін

V: Валін

W: Триптофан

Кодований геном білок за функціями належить до трансфераз, ацилтрансфераз. 
Локалізований у цитоплазмі.